# صموئيل فيتش
صموئيل فيتش (بالإنجليزية: Samuel Fitch)‏ هو سياسي أمريكي، ولد في 1 يوليو 1701 في نوروولك في الولايات المتحدة، وتوفي بنفس المكان في 1787. انتخب عضو مجلس نواب كونيتيكت.